# Otto den Store
Otto 1., også kaldet Otto den Store (tysk: Otto der Große; 23. november 912 – 7. maj 973), var tysk-romersk konge fra 936 til 973 og den tysk-romerske kejser fra 962 til 973.
Otto tilhørte slægten Liudolfingerne og var søn af den saksiske hertug Henrik Fuglefænger, der blev konge af Det Østfrankiske Rige i 919. Han overtog den tyske trone efter sin far i 936. Fra 951 var han konge af Italien og blev kronet til tysk-romersk kejser i år 962. I sine forsøg på at kristne Norden og de slaviske folk, udsendte han mange missionærer. Det førte til dannelsen af staterne Polen og Tjekkiet (Bøhmen). Især det førte til, at disse folk blev katolske og ikke ortodokse som de andre slaviske folk. Han reddede til og med kristenheden ved at afværge ungarske angreb, og blev derfor kaldt for "Europas befrier". Det afgørende slag ved Lechfeldslaget stod den 10. august 955.
Sønnen Otto 2. fulgte faderen som kejser i 973.

## Liv og karriere

### Tidlige liv
Otto blev født den 23. november 912 som den ældste søn af hertugen af Sachsen, Henrik Fuglefænger, i hans anden ægteskab med Mathilde af Ringelheim, der var datter af Dietrich af Ringelheim, en saksisk greve i Westfalen. Gennem sin far tilhørte han slægten Liudolfingerne, der havde hersket som hertuger i stammehertugdømmet Sachsen siden 800-tallet. Henrik havde tidligere været gift med Hatheburg af Merseburg, også en datter af en saksisk greve, men dette ægteskab blev annulleret, sandsynligvis i 909, efter at hun havde født Henriks første søn og Ottos halvbror Thankmar. Otto havde fire helsøskende: Hedwig, Gerberga, Henrik og Bruno.
Den 23. december 918 døde Konrad 1., konge af Det Østfrankiske Rige og hertug af Franken. Efter flere måneders tøven valgte de to vigtigste stammer, frankerne og sakserne, Ottos far til konge af Det Østfrankiske Rige ved den kejserlige rigsdag i Fritzlar den 24. maj 919. I 920 og 921 anerkendtes han også af schwaberne og bayerne.
For at sikre sin families herredømme over Det Østfrankiske Rige og samtidig bevare dets enhed blev der i hvert fald så sent som i 929/930 truffet en foreløbig beslutning om, at Otto skulle være den eneste tronfølger efter sin far. Henriks tronfølgeplan udelukkede ikke kun de ikke-saksiske kandidater, men også Ottos brødre fra arvefølgen i Det Østfrankiske Rige. Det var betydningsfuldt, fordi Henrik dermed opgav karolingernes regler for arvefølge, som gav alle børn lige ret til at arve. Han grundlagde således den individuelle arvefølge, kongemagtens og dermed rigets udelelighed, som hans efterfølgere også kom til at følge.
Samtidig med tronfølgeforberedelserne arbejdede Liudolfingerne på at skaffe en brud til Otto fra den engelske kongefamilie. På den måde forsøgte Henrik at knytte dynastiske forbindelser uden for sit rige til sin slægt, hvilket havde været usædvanligt i Det Østfrankiske Rige indtil da. I 929 blev Otto således gift med den angelsaksiske prinsesse Edith (Ædgyth) (910-946), der var datter af kong Edward den Ældre.

### Tidlig styre
I 936 fulgte Otto sin far Henrik Fuglefænger på tronen. Han valgte at blive kronet i Karl den Stores tidligere hovedstad Aachen, hvor han blev salvet af Hildebert, ærkebiskop af Mainz, overhoved for den tyske kirke. I henhold til den saksiske historiker Widukind af Corvey var der fire andre hertuger fra riget tilstede, fra Franken, Schwaben, Bayern og Lorraine, og som var hans personlige ledsagere: Arnulf 1. af Bayern som marskalk (staldmester); Herman 1. af Schwaben som mundskænk; Eberhard 3. af Franken som hovmester, og Gilbert af Lorraine som kammerherre. Fra begyndelsen af Ottos styre gav han klare signaler om, at han var en efterfølger til Karl den store, hvis sidste arvinger til Østfranken var døde i 911, og at han havde den tyske kirke med dens mægtige biskopper og abbeder bag sig. Imidlertid var Vestfranken fortsat underlagt herskeren fra det karolingske dynasti.
Otto havde til hensigt at dominere kirken og forene de tyske landområder. Kirken tilbød rigdom, soldater og sit monopol på læse- og skrivekundskab. Han kunne til gengæld tilbyde beskyttelse mod adelen, love økonomiske tilskud og en vej til magt som hans administrative tjenere. I 938 blev en sølvkilde opdaget i Rammelsberg i Sachsen. Den mine sørgede for at finansiere Ottos aktiviteter gennem hele hans styre; faktisk bidrog den til skaffe det meste af Europas sølv, kobber og bly i de næste to hundrede år. Årsagen til det er, at andre sølvkilder var tørrede ud allerede i 820- og 830'erne på grund af politiske vanskeligheder i det muslimske Abbasiderrige og som igen havde ført til krise i Europa.
Ottos tidlige styre var kendetegnet af hertugernes oprør. I 938 havde Eberhard, hertug af Bayern, nægtet at betale ham tribut. Otto svarede med at gå i krig to gange: i foråret og i efteråret 938. Han besejrede Eberhard og forviste ham. Berthold, broder til Arnulf, tidligere hertug af Kärnten, blev ny hertug af Bayern.
Efter at Siegfried, greve af Merseburg, døde i 937, krævede Thankmar dette grevskab, men Otto udnævnte Gero, broder til Siegfried, som ny greve. I løbet af denne strid gjorde Eberhard 3. af Franken og Wichmann den ældre oprør mod Otto, og Thankmar slog sig sammen med dem. Thankmar og Eberhard erobrede Belecke ved floden Möhne. Wichmann den ældre forsonede sig medOtto, og oprøret i Sachsen brød sammen. Fæstningen Eresburg blev belejret og erobret af Ottos hær. Thankmar blev dræbt ved alteret i kirken. Eberhard blev for en tid holdt fængslet ved Hildesheim, men blev senere sluppet fri. Han gik siden i forbund med Henrik 1. af Bayern, Ottos yngre broder.

## Otto den Store og Danmark
- 7. juni 948: Der blev afholdt et kirkemøde i Tyskland og udnævnt bisper for bl.a. Ribe og Slesvig. I Århus blev Reginbrand indsat. Bispedømmerne var underlagt ærkebispen i Hamborg-Bremen.
- 965: Kejseren udstedte privilegier, der fritog kirkens ejendom i "Danernes mark" for enhver skat eller tjenesteydelse. Det kunne han selvfølgelig sagtens gøre, da danskerne nok snarere betalte til Harald Blåtand, men udstedelsen antyder en aktiv tysk mission i Jylland.
- Ca. samme år: Harald indførte Kristendommen i Danmark jf. den Store Jellingsten, muligvis fordi Harald ved at konvertere til kristendommen fjernede den tyske kejsers motiv til at føre korstog mod Danmark.

## Familie
Otto 1. var gift fra 930 til 946 med den angelsaksiske prinsesse Ædgyth (910-946), datter af Edvard den Ældre, konge af England. Fra 951 var han gift med Adelheid af Burgund (931-999), datter af kong Rudolf 2. af Burgund. Han havde mindst syv børn, hvoraf et var født udenfor ægteskab:
Med en ukendt slavisk kvinde:
- Vilhelm (929 – 2. marts 968) – ærkebiskop af Mainz fra 17. december 954 til sin død.[8]

Med Ædgyth:
- Liudolf (930 – 6. september 957) – hertug af Schwaben fra 950 til 954, Ottos forventede efterfølger fra 947 til sin død.[9]
- Liutgard (932–953) – gift med Konrad den Røde (ca. 922 – 955), hertug af Lothringen[10]

Med Adelheid:
- Henrik (952–954)[11]
- Bruno (sandsynligvis 954–957)[11]
- Mathilde (954–999) – abbedisse af Quedlinburg fra 966 til sin død[12]
- Otto 2. (955 – 7. december 983) – tysk-romersk kejser fra 973 til sin død[13]